# Cantonul Ferrette
Cantonul Ferrette este un canton din arondismentul Altkirch, departamentul Haut-Rhin, regiunea Alsacia, Franța.

## Comune
- Bendorf
- Bettlach
- Biederthal
- Bouxwiller
- Courtavon
- Durlinsdorf
- Durmenach
- Ferrette (reședință)
- Fislis
- Kiffis
- Kœstlach
- Levoncourt
- Liebsdorf
- Ligsdorf
- Linsdorf
- Lucelle
- Lutter
- Mœrnach
- Mooslargue
- Muespach
- Muespach-le-Haut
- Oberlarg
- Oltingue
- Raedersdorf
- Roppentzwiller
- Sondersdorf
- Vieux-Ferrette
- Werentzhouse
- Winkel
- Wolschwiller